# La Bisbal de Falset
La Bisbal de Falset – gmina w Hiszpanii, w prowincji Tarragona, w Katalonii, o powierzchni 14,08 km². W 2011 roku gmina liczyła 227 mieszkańców.